# Pico Palomas
Pico Palomas es un cerro situado en el municipio de Alfoz de Lloredo, en la zona costera de Cantabria, España. En la parte más destacada, sobre unas rocas, hay un vértice geodésico, que marca una altitud de 369,40 m s. n. m. en la base del pilar. Para ascender a este punto desde Novales, que es la capital del municipio, hay que tomar la carretera en dirección a Golbardo, en el vecino municipio de Reocín. A casi tres kilómetros hay que tomar una pista a la derecha, y recorrerla durante un kilómetro y setecientos metros hasta un caserío, donde se encuentra la finca llamada Santa Eulalia. El vértice queda a unos 400 metros.